# Roland Lamah
Pour les articles homonymes, voir Lamah (homonymie).
Roland Lamah, né le 31 décembre 1987 à Abobo (Abidjan) en Côte d'Ivoire, est un footballeur international belge, d'origine ivoirienne, qui joue au poste d'ailier ou de milieu offensif.

## Biographie

### En club
Roland Lamah est né en Côte d'Ivoire, de parents guinéens. Il fait ses premiers pas de footballeur en 1993 dans son pays natal, à Abidjan avant de venir jouer en Belgique en 2001 au RCS Visé, tout en étudiant au sport études football de l'Athénée Royal Liège Atlas. En 2004, il est repéré par les dirigeants du RSC Anderlecht et est transféré dans le club de la capitale. En juin 2006, il intègre le noyau A et a fait sa première apparition le 5 août à domicile contre le Germinal Beerschot. Durant la saison 2007-2008, il est prêté au Roda JC aux Pays-Bas avec son coéquipier Cheik Ismaël Tioté.
Durant l'été 2008, il rejoint Le Mans FC, en France avec un contrat d'une durée de quatre ans. Il ne dispute que onze matchs avec les pros, après avoir travaillé en CFA durant le début de la saison. Chez les A, il est souvent barré par l'autre jeune espoir ivoirien, Gervinho. Il devient ainsi un élément important de l'effectif de Paulo Duarte après le départ de l'international ivoirien pour Lille en juillet 2009. Le 6 août 2009, il est nommé, malgré ses 21 ans et son petit nombre de matchs en pro, comme troisième capitaine de l'équipe mancelle. Il est devancé pour porter le brassard par Gregory Cerdan et Frédéric Thomas. Le samedi 10 avril 2010, lors de la 32e journée de Ligue 1 contre Montpellier, il inscrit le but le plus rapide de la saison 2009-2010 au bout de 17 secondes.
Le 24 août 2011, il quitte Le Mans et rejoint l'équipe espagnole d'Osasuna Pampelune pour trois saisons dans transfert est évalué à un million et demi d'euros.
En janvier 2013, il rejoint, sous forme de prêt, le club gallois de Swansea City, évoluant en Premier League. Libre après la fin de son contrat espagnol, il s'engage en Hongrie pour le Ferencváros lors du mercato estival 2014.

### En sélections nationales
Roland Lamah est sélectionné cinq fois en équipe nationale espoirs. Il honore une sixième et dernière sélection avec les espoirs le 28 août 2008, pour le compte des éliminatoires de l'Euro 2009. Il dispose de la double nationalité belgo-ivoirienne et hésite encore sur le choix de sa nationalité sportive. Début septembre 2009, il est convoqué par le sélectionneur national intérimaire Franky Vercauteren, avant de se trouver écarté avec ses compatriotes Tom De Sutter et Sébastien Pocognoli, un jour seulement avant d'affronter l'Espagne. Les trois joueurs sont réintégrés au noyau deux jours plus tard pour le déplacement en Arménie. Lamah honore sa première sélection lors de cette rencontre en montant au jeu pour Wesley Sonck à la 80e minute (défaite, 2-1).

## Palmarès
- Champion de Belgique en 2007 avec le RSC Anderlecht.
- 2 fois vainqueur de la Supercoupe de Belgique en 2006 et 2007 avec le RSC Anderlecht.
- Vainqueur de la League Cup en 2013 avec Swansea City.
- Vainqueur de la Coupe de Hongrie 2015 et 2016 avec Ferencváros.
- Championnat de Hongrie en 2016 avec Ferencváros.